# Ban Chao

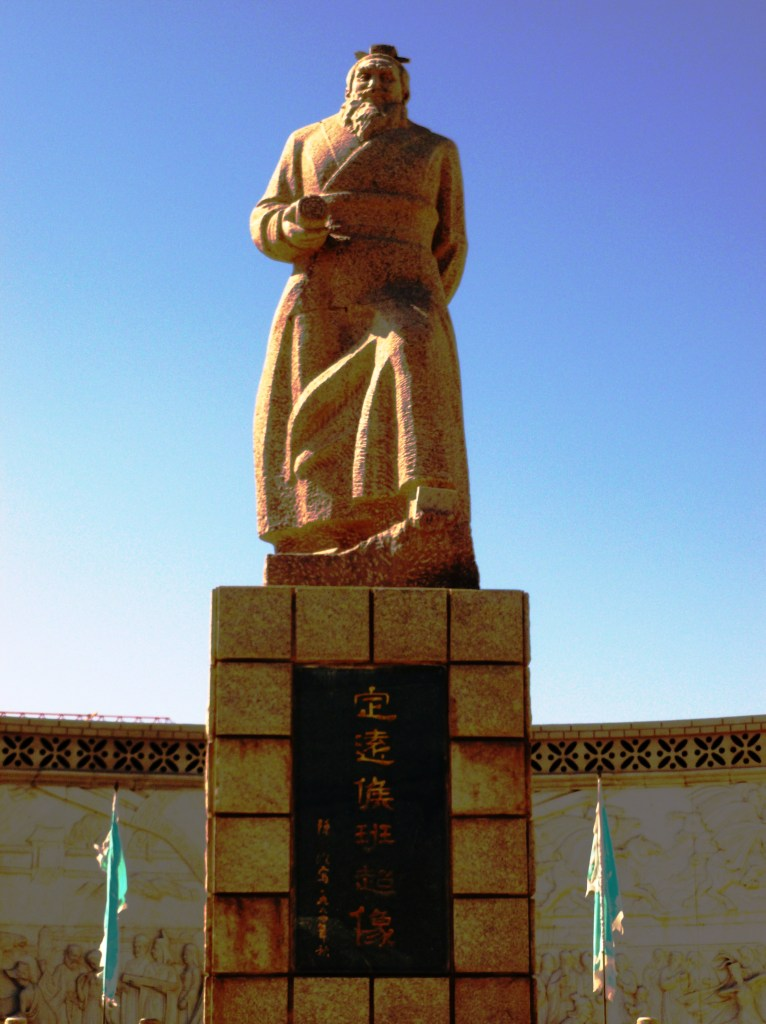
Standbeeld, voorstellende Ban Chao, in Kasjar

Ban Chao (Chinees: 班超, Wade-Giles: Pan Ch'ao) (32 - 102) was een diplomaat en veldheer in het Chinees Keizerrijk.
Ban Chao werd geboren in 32 in de stad Xianyang, in de provincie Shaanxi. In 74 begon hij een succesvolle veldtocht tegen de Xiongnu (nomadenstammen in Mongolië), die de Chinese Muur en de belangrijke Zijderoute bedreigde.
Tijdens de periode 84 tot 87 veroverde hij het boeddhistische koninkrijk Yarkand. 
In 91 werd Ban Chao door keizer Han Hedi benoemd tot "Protektor Generaal" en gelegerd in de oasestad Kuqa, waar hij na ruim twintig jaar in Centraal-Azië de rijksgrens verdedigde.
In 94 vertrok Ban Chao met een Chinees expeditieleger (± 70.000 man) naar het Tarimbekken en heroverde de stad Kashgar. In de Taklamakanwoestijn bij de oase van Tarim, stichtte hij een keten van versterkte forten om de handelskaravanen van de Zijderoute te beschermen.
In 97 zond Ban Chao zijn afgezant Gan Ying, om contact te leggen met het Romeinse Keizerrijk. Hij bereikte Parthië, Mesopotamië en "de westelijke zee" (Perzische Golf). Zeelieden vertelden hem (ten onrechte) dat de reis naar Rome drie maanden zou duren en over zee zelfs twee jaar. Toen de Chinese officier dit vernam, besloot hij de verkregen informatie te noteren en om te keren.
In 102 keerde Ban Chao terug naar Luoyang (hoofdstad van de Han-dynastie) en overleed aan een ziekte op 70-jarige leeftijd.
Ban Chao is opgenomen in de Wu Shuang Pu geschreven door Jin Guliang.